# Eois impletaria
Eois impletaria là một loài bướm đêm trong họ Geometridae.